# Bildindex der Kunst und Architektur

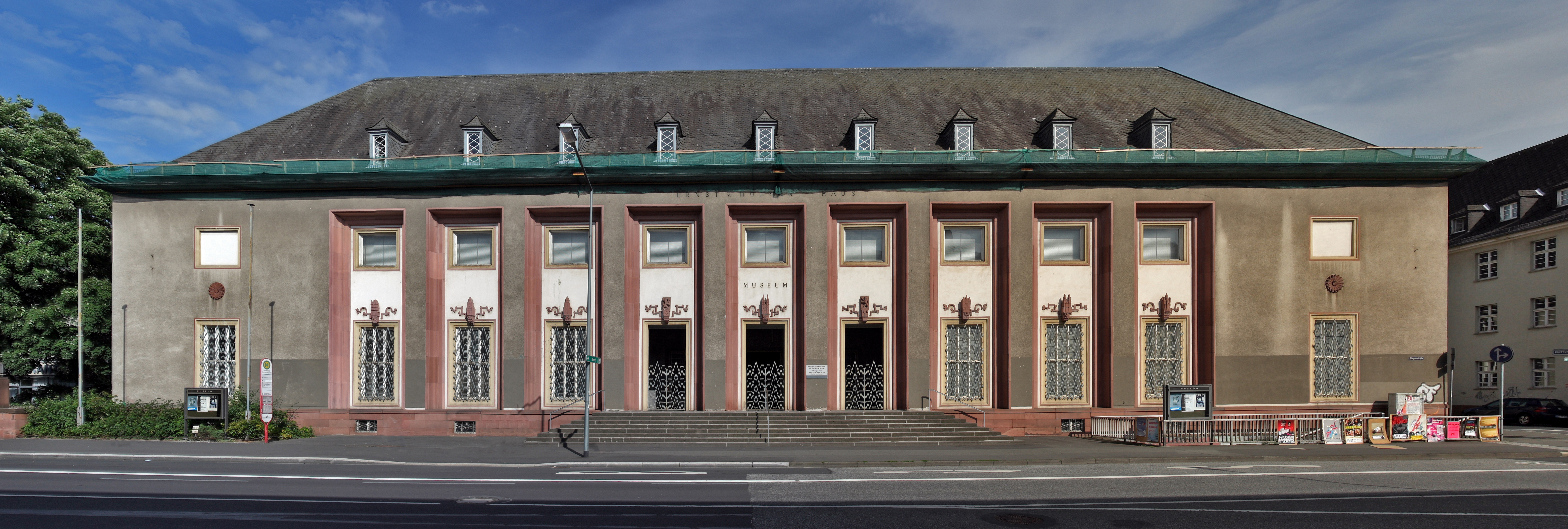
필립스 마르부르크 대학교의 예술관에는 Bildarchiv Foto Marburg 사무실이 있다.

Bildindex der Kunst und Architektur(의미: 예술과 건축 이미지 색인)는 190만 점의 예술 작품 및 건축물의 사진 320만 점을 보유한 개방형 온라인 데이터베이스이다. 데이터베이스의 소유자 및 운영자는 정식 명칭으로 "마르부르크 사진 아카이브"(Bildarchiv Foto Marburg)로 알려진 "독일 미술사 문서화 센터"(Deutsches Dokumentationszentrum für Kunstgeschichte)이다.
자체 이미지 보유량 외에도 90개 파트너 기관의 이미지 약 200만 점을 온라인으로 이용할 수 있다. 모든 이미지가 독일 작품은 아니다. 1976년에 기관은 스위스 출판사 콘제트 & 후버(Conzett & Huber)의 잡지 두(Du)에 실린 수천 장의 사진을 구입했다.
1977년부터 2008년까지 15개 기관의 사진 140만 점이 마르부르크 사진 아카이브에서 마이크로피시 형태로 "마르부르크 색인 : 독일 예술 작품 목록"(Marburger Index : Inventar der Kunst in Deutschland)으로 제공되었다. 원래 파트너 기관에서 발행된 이러한 마이크로피시 사진의 디지털 복제본이 현재 이미지 색인의 기반을 형성한다.
- Bildindex der Kunst und Architektur ID (P2092)
(사용 현황)

## 추가 자료
- Laupichler, Fritz (1996). “Photographs, Microfiches, MIDAS, and DISKUS: The Bildarchiv Foto Marburg as German Center for the Documentation of Art History”. 《Visual Resources》 (London, England: Gordon and Breach) 12 (2): 157–176. doi:10.1080/01973762.1996.9658372. ISSN 0197-3762. OCLC 4803922970.